# Kaichi Uchida
Kaichi Uchida (japanisch 内田 海智 Uchida Kaichi; * 23. August 1994 in Katano) ist ein japanischer Tennisspieler.

## Karriere
Uchida spielte bis 2012 auf der ITF Junior Tour. Dort konnte er mit Rang 3 seine höchste Notierung in der Jugend-Rangliste erreichen. Bei Grand-Slam-Turnieren war sein erster Erfolg 2011 das Erreichen des Halbfinals in Wimbledon. 2012 konnte er bei den Australian Open ins Viertelfinale sowie in New York ins Halbfinale einziehen.
Bei den Profis spielte Uchida ab 2013. Er schaffte es nicht auf Anhieb sich bei den Profis durchzusetzen, konnte sich aber von Jahr zu Jahr im Ranking verbessern. In den Jahren von 2014 bis 2017 gewann er mindestens einen Titel auf der drittklassigen ITF Future Tour, 2017 waren es sogar zwei Titel. Im Doppel gewann er bis 2017 elf Titel und kam zwischenzeitlich bis auf Platz 283 in der Doppel-Weltrangliste. Nach 2017 gewann er keine Doppeltitel mehr. In der Einzel-Rangliste schloss er 2013 erstmals das Jahr in den Top 1000 ab, Ende 2016 notierte er schon an Platz 431. Durch Platz 351 am Ende der Saison 2017 konnte Uchida häufiger an der Qualifikation zu Turnieren der ATP Challenger Tour teilnehmen. Er schaffte einige Male die Qualifikation, schied aber in den ersten beiden Runden aus. Erstmals darüber hinaus kam er Anfang 2018 in Kyōto, als er das Viertelfinale erreichte. Neben einem weiteren Viertelfinale stand er im selben Jahr in Cary auch das erste Mal im Halbfinale, wodurch er in die Top 300 einzog. 2019 kam er in Zhuhai das zweite Mal in ein Halbfinale. In diesem Jahr kam er auch auf sein bisheriges Karrierehoch von Platz 237. 2020 spielte er vereinzelt wieder Futures, von denen er bis 2021 drei weitere gewann.
Im Frühjahr 2021 gab er sein Debüt für die japanische Davis-Cup-Mannschaft, als er sein Match gegen Pakistan gewinnen konnte. Beim letzten Challenger-Turnier des Jahres in Rio holte Uchida dann seinen ersten Challenger-Titel, indem er sich im Finale gegen Nicolás Álvarez Varona durchsetzte. Seitdem verlief seine Karriere ohne weitere Höhepunkte. Durch solide Leistungen hält er sich weiterhin in den Top 300.

## Erfolge
| Legende (Anzahl der Siege) |
| Grand Slam                 |
| ATP Finals                 |
| ATP Tour Masters 1000      |
| ATP Tour 500               |
| ATP Tour 250               |
| ATP Challenger Tour (6)    |

### Einzel

#### Turniersiege
| Nr. | Datum             | Turnier        | Belag     | Finalgegner            | Ergebnis       |
| --- | ----------------- | -------------- | --------- | ---------------------- | -------------- |
| 1.  | 19. Dezember 2021 | Rio de Janeiro | Hartplatz | Nicolás Álvarez Varona | 3:6, 6:3, 7:63 |
| 2.  | 26. Juni 2022     | Oeiras         | Sand      | Kimmer Coppejans       | 6:2, 6:4       |

### Doppel

#### Turniersiege
| Nr. | Datum            | Turnier      | Belag     | Partner             | Finalgegner                          | Ergebnis          |
| --- | ---------------- | ------------ | --------- | ------------------- | ------------------------------------ | ----------------- |
| 1.  | 16. Oktober 2022 | Seoul        | Hartplatz | Wu Tung-lin         | Chung Yun-seong Aleksandar Kovacevic | 6:72, 7:5, [11:9] |
| 2.  | 4. Mai 2024      | Porto Alegre | Sand      | Roberto Cid Subervi | Patrick Harper David Stevenson       | 5:7, 7:61, [10:6] |
| 3.  | 31. August 2024  | Zhangjiagang | Hartplatz | Takeru Yuzuki       | Francis Alcantara Pruchya Isaro      | 6:1, 7:5          |
| 4.  | 14. Juni 2025    | Lyon         | Sand      | Hsu Yu-hsiou        | Luca Sanchez Seita Watanabe          | 1:6, 6:3, [12:10] |